# Иларион (Китиашвили)
Митрополит Иларион (в миру Давид Нодарович Китиашвили, груз. დავით ნოდარის ძე ქიტიაშვილი; 22 ноября 1957,
Хашури) — епископ Грузинской православной церкви, митрополит Местийский и Верхне-Сванетский.
Учился в Тбилисском техническом университете.
4 ноября 1998 года был рукоположен во диакона, 15 февраля 1999 года — во иерея.
4 декабря 2000 года принял монашество, а 4 декабря следующего года был возведен в сан игумена.
3 ноября 2002 года состоялась его архиерейская хиротония во епископа Местийского.
14 ноября 2011 года был возведен в архиепископское достоинство, а 1 сентября 2013 года - в митрополичье.